# Fenway Park
El Fenway Park és un estadi de beisbol de la ciutat de Boston (Massachusetts, Estats Units) i és la seu dels Boston Red Sox de l'MLB. L'estadi va ser inaugurat l'any 1912 i va ser dissenyat per Osborne Engineering Corp, és l'estadi més antic de l'MLB. La tanca del jardí esquerre, anomenada Gran Monstre Verd (Green Monster) és la tanca més alta del beisbol de la Gran Carpa. S'han realitzat tres Jocs de les estrelles de les Grans Lligues de Beisbol i ha estat amfitrió de nou Sèries Mundials.